# Brauerei Gatzweiler
Die Privatbrauerei Gatzweiler war eine Altbier-Brauerei in Düsseldorf, die von 1963 bis 1999 bestand. Das von ihr gebraute Gatzweilers Alt wurde ab 1999 von Carlsberg und seit 2022 von der Privatbrauerei Bolten in Korschenbroich gebraut.

## Geschichte
1936 wurde die in der Düsseldorfer Altstadt gelegene Hausbrauerei „Schlüssel“ vom Neusser Braumeister Carl Gatzweiler übernommen, der neben der eingeführten Marke Schlüssel nun auch das Massenprodukt Gatzweilers Alt etablierte. Um dessen Ausstoß zu erhöhen, wurde 1963 eine Großbrauerei in Düsseldorf-Heerdt gebaut.
1977 erreichte die Gatzweilers Alt mit rund 530.000 Hektolitern den größten Absatz seiner Geschichte. Danach ging die Nachfrage stetig zurück. Die Folge war der Verkauf der Brauerei in Heerdt und die Abgabe von Gatzweilers Alt an den dänischen Carlsberg-Konzern im Jahr 1999.

### Nach dem Verkauf
Das Alt wurde seit 1999 bei der Hannen-Brauerei in Mönchengladbach und danach bei der Brauerei Königshof in Krefeld-Fischeln gebraut. Carlsberg Deutschland verkaufte 2022 seine beiden Altbiermarken Hannen Alt und Gatz Altbier an die Privatbrauerei Bolten. Der Vertrieb beider Marken in der Gastronomie wurde im Rahmen einer Kooperation von Carlsberg fortgeführt.

## Nachnutzung
Die Brauerei in Heerdt lag in der Viersener Straße, in der Nähe der Bahnstrecke Mönchengladbach-Düsseldorf. Als Vodafone sich in Düsseldorf konsolidierte, entstand 2012 der Vodafone-Campus auf dem Brauereigelände.